# Сатурн (премия, 1987)
14-я церемония вручения наград премии «Сатурн» за заслуги в области фантастики, фэнтези и фильмов ужасов за 1986 год состоялась 17 мая 1987 года.

## Победители и номинанты
Победители указаны первыми, выделены жирным шрифтом и  отдельным цветом. 

### Основные категории
| Категория                          | Лауреаты и номинанты                                                               | Лауреаты и номинанты                                                                              |
| ---------------------------------- | ---------------------------------------------------------------------------------- | ------------------------------------------------------------------------------------------------- |
| Лучший научно-фантастический фильм | • Чужие / Aliens                                                                   | • Чужие / Aliens                                                                                  |
| Лучший научно-фантастический фильм | • Полёт навигатора / Flight of the Navigator                                       |                                                                                                   |
| Лучший научно-фантастический фильм | • Пегги Сью вышла замуж / Peggy Sue Got Married                                    |                                                                                                   |
| Лучший научно-фантастический фильм | • Короткое замыкание / Short Circuit                                               |                                                                                                   |
| Лучший научно-фантастический фильм | • Звёздный путь 4: Путешествие домой / Star Trek IV: The Voyage Home               |                                                                                                   |
| Лучший фильм-фэнтези               | • Мальчик, который умел летать / The Boy Who Could Fly                             | • Мальчик, который умел летать / The Boy Who Could Fly                                            |
| Лучший фильм-фэнтези               | • Американская история / An American Tail                                          |                                                                                                   |
| Лучший фильм-фэнтези               | • Данди по прозвищу «Крокодил» / Crocodile Dundee                                  |                                                                                                   |
| Лучший фильм-фэнтези               | • Золотой мальчик / The Golden Child                                               |                                                                                                   |
| Лучший фильм-фэнтези               | • Лабиринт / Labyrinth                                                             |                                                                                                   |
| Лучший фильм ужасов                | • Муха / The Fly                                                                   | • Муха / The Fly                                                                                  |
| Лучший фильм ужасов                | • Извне / From Beyond                                                              |                                                                                                   |
| Лучший фильм ужасов                | • Магазинчик ужасов / Little Shop of Horrors                                       |                                                                                                   |
| Лучший фильм ужасов                | • Полтергейст 2: Обратная сторона / Poltergeist II: The Other Side                 |                                                                                                   |
| Лучший фильм ужасов                | • Психо 3 / Psycho III                                                             |                                                                                                   |
| Лучший актёр                       | Джефф Голдблюм                                                                     | • Джефф Голдблюм — «Муха» (за роль Сета Брандла)                                                  |
| Лучший актёр                       | Джефф Голдблюм                                                                     | • Майкл Бин — «Чужие» (за роль капрала Дуэйна Хикса)                                              |
| Лучший актёр                       | Джефф Голдблюм                                                                     | • Леонард Нимой — «Звёздный путь 4: Путешествие домой» (за роль Спока)                            |
| Лучший актёр                       | Джефф Голдблюм                                                                     | • Энтони Перкинс — «Психо 3» (за роль Нормана Бейтса)                                             |
| Лучший актёр                       | Джефф Голдблюм                                                                     | • Уильям Шетнер — «Звёздный путь 4: Путешествие домой» (за роль Джеймса Т. Кирка)                 |
| Лучшая актриса                     | Сигурни Уивер                                                                      | • Сигурни Уивер — «Чужие» (за роль Эллен Рипли)                                                   |
| Лучшая актриса                     | Сигурни Уивер                                                                      | • Барбара Крэмптон — «Извне» (за роль доктора Кэтрин МакМайклс)                                   |
| Лучшая актриса                     | Сигурни Уивер                                                                      | • Джина Дэвис — «Муха» (за роль Вероники Квайф)                                                   |
| Лучшая актриса                     | Сигурни Уивер                                                                      | • Элизабет Шу — «Линк» (за роль Джейн Чейз)                                                       |
| Лучшая актриса                     | Сигурни Уивер                                                                      | • Кэтлин Тёрнер — «Пегги Сью вышла замуж» (за роль Пегги Сью)                                     |
| Лучший актёр второго плана         | Билл Пэкстон                                                                       | • Билл Пэкстон — «Чужие» (за роль рядового Хадсона)                                               |
| Лучший актёр второго плана         | Билл Пэкстон                                                                       | • Клу Гулагер — «Кровь охотника» (за роль Мейсона Рэнда)                                          |
| Лучший актёр второго плана         | Билл Пэкстон                                                                       | • Джеймс Духан — «Звёздный путь 4: Путешествие домой» (за роль Монтгомери Скотта)                 |
| Лучший актёр второго плана         | Билл Пэкстон                                                                       | • Уолтер Кёниг — «Звёздный путь 4: Путешествие домой» (за роль Павла Чехова)                      |
| Лучший актёр второго плана         | Билл Пэкстон                                                                       | • Ричард Молл — «Дом» (за роль Большого Бена)                                                     |
| Лучшая актриса второго плана       |                                                                                    | • Дженетт Голдстин — «Чужие» (за роль рядовой Васкес)                                             |
| Лучшая актриса второго плана       | • Кэтрин Хикс — «Звёздный путь 4: Путешествие домой» (за роль д-ра Джилиан Тейлор) |                                                                                                   |
| Лучшая актриса второго плана       | • Грейс Джонс — «Вамп» (за роль Катрины)                                           |                                                                                                   |
| Лучшая актриса второго плана       | • Кэй Ленц — «Дом» (за роль Сэнди Синклер)                                         |                                                                                                   |
| Лучшая актриса второго плана       | • Вэнити — «Подцеплен по-крупному» (за роль Дорин)                                 |                                                                                                   |
| Лучший молодой актёр или актриса   |                                                                                    | • Кэрри Хенн — «Чужие» (за роль Ребекки «Ньют» Джорден)                                           |
| Лучший молодой актёр или актриса   | • Джои Креймер — «Полёт навигатора» (за роль Дэйви Фримэна)                        |                                                                                                   |
| Лучший молодой актёр или актриса   | • Люси Дикинс — «Мальчик, который умел летать» (за роль Милли Майклсон)            |                                                                                                   |
| Лучший молодой актёр или актриса   | • Скотт Граймс — «Зубастики» (за роль Брэда Брауна)                                |                                                                                                   |
| Лучший молодой актёр или актриса   | • Джей Андервуд — «Мальчик, который умел летать» (за роль Эрика Гибба)             |                                                                                                   |
| Лучший режиссёр                    | Джеймс Кэмерон                                                                     | • Джеймс Кэмерон за фильм «Чужие»                                                                 |
| Лучший режиссёр                    | Джеймс Кэмерон                                                                     | • Рэндал Клайзер — «Полёт навигатора»                                                             |
| Лучший режиссёр                    | Джеймс Кэмерон                                                                     | • Дэвид Кроненберг — «Муха»                                                                       |
| Лучший режиссёр                    | Джеймс Кэмерон                                                                     | • Джон Бэдэм — «Короткое замыкание»                                                               |
| Лучший режиссёр                    | Джеймс Кэмерон                                                                     | • Леонард Нимой — «Звёздный путь 4: Путешествие домой»                                            |
| Лучший сценарий                    | Джеймс Кэмерон                                                                     | • Джеймс Кэмерон — «Чужие»                                                                        |
| Лучший сценарий                    | Джеймс Кэмерон                                                                     | • Ник Кастл — «Мальчик, который умел летать»                                                      |
| Лучший сценарий                    | Джеймс Кэмерон                                                                     | • Пол Хоган, Кен Шэди и Джон Корнелл — «Данди по прозвищу „Крокодил“»                             |
| Лучший сценарий                    | Джеймс Кэмерон                                                                     | • Ховард Эшман — «Магазинчик ужасов»                                                              |
| Лучший сценарий                    | Джеймс Кэмерон                                                                     | • Стив Мирсон, Питер Крайкс, Харви Беннетт и Николас Мейер — «Звёздный путь 4: Путешествие домой» |
| Лучшая музыка                      |                                                                                    | • Алан Менкен — «Магазинчик ужасов»                                                               |
| Лучшая музыка                      | • Джеймс Хорнер — «Американская история»                                           |                                                                                                   |
| Лучшая музыка                      | • Джон Карпентер — «Большой переполох в маленьком Китае»                           |                                                                                                   |
| Лучшая музыка                      | • Говард Шор — «Муха»                                                              |                                                                                                   |
| Лучшая музыка                      | • Джерри Голдсмит — «Линк»                                                         |                                                                                                   |
| Лучшие костюмы                     | • Роберт Флетчер — «Звёздный путь 4: Путешествие домой»                            | • Роберт Флетчер — «Звёздный путь 4: Путешествие домой»                                           |
| Лучшие костюмы                     | • Эмма Потьюс — «Чужие»                                                            |                                                                                                   |
| Лучшие костюмы                     | • Брайан Фрауд и Эллис Флайт — «Лабиринт»                                          |                                                                                                   |
| Лучшие костюмы                     | • Марит Аллен — «Магазинчик ужасов»                                                |                                                                                                   |
| Лучшие костюмы                     | • Теадора Ван Ранкл — «Пегги Сью вышла замуж»                                      |                                                                                                   |
| Лучший грим                        | • Крис Уолас — «Муха»                                                              | • Крис Уолас — «Муха»                                                                             |
| Лучший грим                        | • Питер Робб-Кинг — «Чужие»                                                        |                                                                                                   |
| Лучший грим                        | • Джон Карл Бюхлер, Джон Нолин, Энтони Дублин и Марк Шостром — «Извне»             |                                                                                                   |
| Лучший грим                        | • Роб Боттин — «Легенда»                                                           |                                                                                                   |
| Лучший грим                        | • Уэс Доун, Джефф Доун и Джеймс Ли МакКой — «Звёздный путь 4: Путешествие домой»   |                                                                                                   |
| Лучшие спецэффекты                 | • Стэн Уинстон, Роберт Скотак, Деннис Скотак (The L.A. Effects Group) — «Чужие»    | • Стэн Уинстон, Роберт Скотак, Деннис Скотак (The L.A. Effects Group) — «Чужие»                   |
| Лучшие спецэффекты                 | • Лайл Конуэй — «Магазинчик ужасов»                                                |                                                                                                   |
| Лучшие спецэффекты                 | • Ричард Эдланд — «Полтергейст 2: Обратная сторона»                                |                                                                                                   |
| Лучшие спецэффекты                 | • Сид Мид и Эрик Аллард — «Короткое замыкание»                                     |                                                                                                   |
| Лучшие спецэффекты                 | • Кен Ралстон и Майкл Лантьери — «Звёздный путь 4: Путешествие домой»              |                                                                                                   |

### Специальные награды
| Премия Джорджа Пала (George Pal Memorial Award) | • Арнольд Лейбовит                         |
| За достижения в карьере (Life Career Award)     | • Леонард Нимой                            |
| Президентская премия (President’s Award)        | • Маршалл Брикмен — «Манхэттенский проект» |
| Президентская премия (President’s Award)        | • Джозеф Стефано                           |